# David Storey
David Malcolm Storey (Wakefield, 13 de juliol de 1933 - ?, 27 de març de 2017) va ser un guionista, novel·lista, dramaturg i pintor anglès, guanyador de premis d'escriptura així com jugador professional de rugbi a 13.
Nascut a Wakefield, Yorkshire, i educat a Qegs Wakefield i a l'Escola Slade of Fine Art, Londres, les seves obres teatrals inclouen The Restoration of Arnols Middleton (La Restauració d'Arnold Middleton),The Changing Room (El Vestidor), Cromwell, Home (A casa) i Stages (Escenaris).
Storey era un trompetista que ha escrit un guió cinematogràfic, This Sporting Life (Aquesta esportiva vida), (1963), dirigit per Lindsay Anderson, adaptat de la primera novel·la de Storey del mateix nom, originalment publicat el 1960, va guanyar el Premi Macmillan de Ficció de 1960. La pel·lícula era el començament d'una associació professional llarga amb Anderson.
Les novel·les de Storey inclouen Flight Into Camden (Vol a Camden), que va guanyar el Somerset Maugham Award de 1963; i el John Llewellyn Rhys Prize de 1961; i Saville, que guanyava el Booker Prize de 1976.

## Treballs
- This Sporting Life (Aquesta Vida Esportiva) (1960). Convertit en pel·lícula el 1963 amb el mateix nom.
- Flight into Camden (Vol a Camden) (1961).
- Radcliffe (1963)
- The Restoration of Arnold Middleton (La Restauració d'Arnold Middleton) (1967).
- In Celebration (En Celebració) (1969).
- The Contractor (El Contractista)(1970).
- Home (A casa) (1970).
- The Changing Room (El Vestidor) (1972).
- Pasmore (1972) guanyador del Geoffrey Faber Memorial Prize de 1973.
- The Farm (La Granja) (1973).
- Cromwell (1973).
- A Temporary Life (Una Vida Provisional) (1973).
- Edward (1973).
- Life Class (Classe de Vida) (1975).
- Saville (1976).
- Mother's Day (Dia de la mare) (1977).
- Early Days (Primers Dies) (1980).
- Sisters (Germanes) (1980).
- A Prodigal Child (Un Nen Pròdigi) (1982).
- Present Times (Temps Presents) (1984).
- The March on Russia (El Març a Rússia) (1989).
- Storey's Lives: 1951-1991 (Les Vides de Storey: 1951-1991) (1992).
- A Serious Man (Un Home Seriós) (1998).
- As it Happened (Com va passar) (2002).
- Corner Gas (Gas de Cantonada) (2004-2008).
- Hiccups (Singlot) (2009-)